# Mischa Maisky
Mischa Maisky (latv. Miša Maiskis), izraelski violončelist sovjetskega rodu, * 10. januar, 1948, Riga, Latvija.
Maisky, ki je eden najbolj cenjenih violončelistov našega časa se je rodil leta 1948 v Rigi kot sovjetski državljan. Z osemnajstimi leti je osvojil prvo nagrado na 6. mednarodnem tekmovanju Čajkovskega v Moskvi. Veljal je za najboljšega učenca in prvega naslednika M. Rostropoviča. Svoj sloves je potrdil s stotinami koncertov v tedanji domovini. Njegova sijajna kariera pa se je nepričakovano prekinila. Domnevno zaradi pobega sestre v Izrael je bil obsojen na 18-mesečno prisilno delo v taborišču pri Gorkem. Po prestani kazni je leta 1972 uspel prebegniti v Izrael. Leto kasneje je zmagal na mednarodnem tekmovanju Gaspar Cassado v Firencah. Leta 1974 se je izpopolnjeval pri znamenitem čelistu Gregorju Pjatigorskem. Po izpopolnjevanju pri Piatigorskem pa se je 1975 pričela njegova sijajna mednarodna solistična kariera, ki jo zaznamujejo nastopi z največjimi svetovnimi orkestri in dirigenti, recitali z umetniki najvišjega nivoja, kot sta pianista Radu Lupu in Martha Argerich, violinist Gideon Kremer in oboist Heinz Holliger, gostovanja na festivalih v Salzburgu in Luzernu, ter turneje po vsem svetu. Poleg naštetega pa Maisky veliko snema za nemško založniško hišo Deutsche Grammophon.
Maisky je 14. julija v okviru »Festival Ljubljana 2008« z Evropskim godalnim orkestrom gostoval v Ljubljani.